# ダメージ (テレビドラマ)
『ダメージ』はアメリカ合衆国のFXで2007年7月24日より放送されシーズン3まで放送した後にディレクTVのAudience Networkに移動し、2012年にシーズン5をもって終了した弁護士を主人公としたテレビシリーズである。

## 概要
概要
勝つためには手段を選ばない優秀な弁護士パティ・ヒューズが巨額の賠償金がかかった訴訟を巡って策略を巡らせるリーガル・サスペンス。原題のDAMAGESとは「被害、損害賠償額、代価」の意味。
スタッフ
シーズン1の6話と12話の監督はマリオ・ヴァン・ピーブルズが担当した。シーズン2にはウィリアム・ハートがレギュラー出演。
日本での放映
日本ではNHKのBS2で2008年4月2日 〜 7月2日までシーズン1を放送、2009年8月には集中再放送、同年9月よりシーズン2の集中放送が行われ、2010年9月にはシーズン3の集中放送を実施している。「NHKオンデマンド」でもシーズン1・2・3が「特選プレミアム」で有料配信されている。ただし、いずれもパソコン向けサービスのみで視聴できる制限が付けられている。
また、同年10月よりCS放送のLaLaTVでシーズン1・シーズン2を放送。地上波ではメ〜テレが、シーズン1(2010年1月より)・シーズン2(2011年6月より)を放送。

## あらすじ

### シーズン1
ある朝ニューヨークにある高級マンションから下着にコートだけを羽織り、全身血まみれになった新人弁護士のエレン・パーソンズが現れる。その後、彼女は警察に保護されるが、自宅の浴室で婚約者デービッドが惨殺体となって発見される。
彼女がなぜ血まみれだったのか、なぜ婚約者が無惨な姿で殺されていたのか。そこで、物語は半年前へと遡る。
ロースクールを卒業したばかりのエレンは大物弁護士パティ・ヒューズの事務所、ヒューズ法律事務所に採用される。パティは資産家であるアーサー・フロビシャーを相手に巨額な賠償金が絡んだ集団訴訟の真っ最中だった。新人ながらその集団訴訟に抜擢されたエレン。めきめきと弁護士としての頭角を現す一方で、彼女を取り巻く状況や、この訴訟に関わる全ての人の人生が音を立てながら狂い始める。
信じられるものとは、真実とは、そして事件の真相とは。予測不能、無数の駆け引き、裏切りが交錯するなか物語は結末へと突き進んで行く。

### シーズン2
パティのもとに過去の知人であるダニエルが突然助けを求め現れる。
大手エネルギー会社の不正をつかみ脅迫されていたダニエル。やがてダニエルの妻が殺され、パティは背後に潜む巨悪に挑んでいく。
一方、FBIはパティの違法行為を押さえるべく迫っていた。パティに命を狙われたと信じるエレンはFBIに協力。エレンはパティの破滅と婚約者殺害の黒幕フロビシャーへの復讐に執念を燃やす…。

### シーズン3
ウォール街で史上最大のねずみ講詐欺事件が発覚する。
管財人に任命されたパティは、事件の首謀者ルイス・トビンから金を取り戻すために闘う。
家族ぐるみでの事件への関与を疑うパティに対し、ルイスの息子ジョーはそれを否定するが…。
一方、パティの下を去ったエレンは、検事局で麻薬の密売事件を捜査していた。

## キャスト
「声」は日本の放送で吹き替えを担当した声優。
パティ・ヒューズ (Patty Hewes)
演：グレン・クローズ、声：大西多摩恵
「ヒューズ法律事務所」を率いる著名な弁護士。権力者を相手にした訴訟を数多く担当し、勝つためには手段を選ばず、相手を徹底的に叩き潰す冷酷さを持つ。夫フィルとは再婚。息子のマイケルとは不仲のようである。
エレン・パーソンズ (Ellen Parsons)
演：ローズ・バーン、声：甲斐田裕子
ロースクールを卒業したばかりの新人弁護士。パティ・ヒューズの事務所に採用され、いきなりフロビシャーの訴訟のチームに抜擢される。恋人のデービッドと婚約中だったが、採用された半年後、彼の殺害容疑で逮捕される。
トム・シェイズ (Tom Shayes)
演：テイト・ドノヴァン、声：大滝寛
ヒューズ法律事務で勤続10年、パティの右腕にしてナンバー2。イェール大学ロースクール卒。パティにクビにされたように装い裏でフロビシャー訴訟の仕事を進める。温和で気さくな物腰でエレンに信頼されている。
アーサー・フロビシャー (Arthur Frobisher)
演：テッド・ダンソン、声：小川真司
有名実業家。会社の倒産直前に社員に自社株に投資をさせ、自分は持ち株をすべて売り払っていたという疑惑をもたれている。刑事裁判では無罪になったが、元従業員たちに集団訴訟を起こされる。
ケイティ・コナー (Katie Connor)
演：アナスタシア・グリフィス、声：八十川真由野
デービッドの姉。調理師で自分のレストランを開くのが夢。フロリダのイベントで料理を担当したことからフロビシャーに気に入られ、彼からレストラン開店の資金援助を受けている。フロリダでのとある出来事が訴訟を大きく左右する事になる。
デービッド・コナー (David Connor)
演：ノア・ビーン、声：竹若拓磨（シーズン1）、阪口周平（シーズン2）
ケイティの弟でありエレンの婚約者。インターン中の医師。エレンがパティの事務所に採用されてから半年後、何者かの手によって撲殺される。
レイ・フィスク (Ray Fiske)
演：ジェリコ・イヴァネク、声：田原アルノ
フロビシャーの弁護士。パティと対決するため必要とあればどんな手段も取る。
グレゴリー・マリーナ (Gregory Malina)
演：ピーター・ファシネリ、声：内田夕夜
ケイティがフロリダで会った男。ケイティとは一晩だけの関係であった。
ホリス・ナイ (Hollis Nye)
演：フィリップ・ボスコ
ニューヨークで最も古く、権威ある弁護士事務所の最高共同責任者であり大物弁護士。エレンの良き相談者。
ダニエル・パーセル (Daniel Purcell)
演：ウィリアム・ハート、声：大杉漣
ヘリックス環境リサーチ社の副社長兼検査主任。アルティマ・ナショナル・リソース(UNR)の不正の情報を握る人物。家族の身を案じ、パティに助けを求める。
クレア・マドックス (Claire Maddox)
演：マーシャ・ゲイ・ハーデン、声：宮寺智子
UNRの首席顧問弁護士。ダニエルとは愛人関係にある。
ウォルター・ケンドリック (Walter Kendrick)
演：ジョン・ドーマン、声：勝部演之
アルティマ・ナショナル・リソースのCEO。
ウェス・クラリック (Wes Krulik)
演：ティモシー・オリファント、声：真殿光昭
エレンが通っているカウンセリングの参加者。
L.J. ワーナー (L.J. Werner)
演：グレン・ケスラー、声：荻野晴朗
パティの違法行為を追うFBI捜査官。
ランドール・ハリソン (Randall Harrison)
演：マリオ・ヴァン・ピーブルズ、声：西嶋陽一
パティの違法行為を追うFBI捜査官。
ルイス・トビン(Louis Tobin)
演：レン・キャリオー、声：稲葉実
ねずみ講詐欺事件の首謀者。収監を目前に控えている。
ジョー・トビン (Joe Tobin)
演：キャンベル・スコット、声：佐久田脩
ルイスの息子。父親の犯罪に対して罪悪感を抱いている。
マリリン・トビン (Marilyn Tobin)
演：リリー・トムリン、声：一条みゆ希
ルイスの妻。夫の詐欺事件については何も知らないと語るが…。
レナード・ウィンストン (Leonard Winstone)
演：マーティン・ショート、声：牛山茂
ルイスの顧問弁護士。トビン家を守るため、パティと対立する。

## エピソードタイトル

### 第1シーズン
|        | タイトル             | 原題                            | オリジナル放送日 |
| ------ | -------------------- | ------------------------------- | ---------------- |
| 第1話  | 謎の始まり           | Get Me a Lawyer                 | 2007年7月24日    |
| 第2話  | 隠しごと             | Jesus, Mary and Joe Cocker      | 2007年7月31日    |
| 第3話  | 狙われたパティ       | And My Paralyzing Fear of Death | 2007年8月7日     |
| 第4話  | 証人の資格           | Tastes Like a Ho-Ho             | 2007年8月14日    |
| 第5話  | 最高のナンバー・ツー | A Regular Earl Anthony          | 2007年8月21日    |
| 第6話  | 忍び寄る恐怖         | She Spat at Me                  | 2007年9月4日     |
| 第7話  | マインド・ゲーム     | We Are Not Animals              | 2007年9月11日    |
| 第8話  | 約束と裏切りと       | Blame the Victim                | 2007年9月18日    |
| 第9話  | メッセージ           | Do You Regret What We Did?      | 2007年9月25日    |
| 第10話 | 家族のように         | Sort of like a Family           | 2007年10月2日    |
| 第11話 | 弁護士のプライド     | I Hate These People             | 2007年10月9日    |
| 第12話 | 遺（のこ）されたもの | There's no "We" anymore         | 2007年10月16日   |
| 第13話 | 新たなる謎の始まり   | Because I Know Patty            | 2007年10月23日   |

### 第2シーズン
|        | タイトル           | 原題                                     | オリジナル放送日 |
| ------ | ------------------ | ---------------------------------------- | ---------------- |
| 第1話  | 破滅させたい女     | I Lied, Too                              | 2009年1月7日     |
| 第2話  | 計画変更           | Burn It, Shred It, I Don't Care          | 2009年1月14日    |
| 第3話  | ふたりのウソ       | I Knew Your Pig                          | 2009年1月21日    |
| 第4話  | ウェストバージニア | Hey! Mr. Pibb!                           | 2009年1月28日    |
| 第5話  | 疑惑の合併         | I Agree, It Wasn't Funny                 | 2009年2月4日     |
| 第6話  | やり残した仕事     | A Pretty Girl in a Leotard               | 2009年2月11日    |
| 第7話  | 追い詰められて     | New York Sucks                           | 2009年2月18日    |
| 第8話  | ジャッカルとウサギ | They Had to Tweeze That Out of My Kidney | 2009年2月25日    |
| 第9話  | 宣戦布告           | You Got Your Prom Date Pregnant          | 2009年3月4日     |
| 第10話 | 電話の相手         | Uh Oh. Out Come the Skeletons            | 2009年3月11日    |
| 第11話 | パワー・ゲーム     | London. Of Course                        | 2009年3月18日    |
| 第12話 | 掘り返された悪夢   | Look What He Dug Up This Time            | 2009年3月25日    |
| 第13話 | 対決               | Trust Me                                 | 2009年4月1日     |

### 第3シーズン
|        | タイトル              | 原題                                   | オリジナル放送日 |
| ------ | --------------------- | -------------------------------------- | ---------------- |
| 第1話  | 謎の衝突事故          | Your Secrets Are Safe                  | 2010年1月25日    |
| 第2話  | イニシャルD・M・Mの女 | The Dog Is Happier Without Her         | 2010年2月1日     |
| 第3話  | 11:08の飛行機         | Flight’s At 11:08                      | 2010年2月8日     |
| 第4話  | 決別                  | Don’t Throw That At The Chicken        | 2010年2月15日    |
| 第5話  | 母の苦悩              | It’s Not My Birthday                   | 2010年2月22日    |
| 第6話  | 疑惑の札束            | Don’t Forget To Thank Mr. Zedeck       | 2010年3月1日     |
| 第7話  | 秘密口座              | You Haven’t Replaced Me                | 2010年3月8日     |
| 第8話  | 証拠を捨てた男        | I Look Like Frankenstein               | 2010年3月15日    |
| 第9話  | 暴かれるウソ          | Drive It Through Hardcore              | 2010年3月22日    |
| 第10話 | 裏切り                | Tell Me I’m Not Racist                 | 2010年3月29日    |
| 第11話 | 家族の過去            | All That Crap About Your Family        | 2010年4月5日     |
| 第12話 | 弁護士の素顔          | You Were His Little Monkey             | 2010年4月12日    |
| 第13話 | 明かされる真実        | The Next One’s Gonna Go In Your Throat | 2010年4月19日    |

### 第4シーズン
|        | タイトル           | 原題                                                                    | オリジナル放送日 |
| ------ | ------------------ | ----------------------------------------------------------------------- | ---------------- |
| 第1話  | 危険な敵           | There's Only One Way to Try a Case                                      | 2011年7月13日    |
| 第2話  | 忍び寄る影         | I've Done Way Too Much for This Girl                                    | 2011年7月20日    |
| 第3話  | 強要された証言     | I'd Prefer My Old Office                                                | 2011年7月27日    |
| 第4話  | 資格を失った弁護士 | Next One's on Me, Blondie                                               | 2011年8月3日     |
| 第5話  | 標的はエレン       | We'll Just Have to Find Another Way to Cut the Balls Off of This Thing  | 2011年8月10日    |
| 第6話  | CIAの男            | Add That Little Hopper to Your Stew                                     | 2011年8月17日    |
| 第7話  | 取引の条件         | I'm Worried About My Dog                                                | 2011年8月24日    |
| 第8話  | 謎の少年           | The War Will Go on Forever                                              | 2011年8月31日    |
| 第9話  | 裏切りの応酬       | There's a Whole Slew of Ladies with Bad Things to Say About the Taliban | 2011年9月7日     |
| 第10話 | 戦いの果てに       | Failure is Lonely                                                       | 2011年9月14日    |

### 第5（ファイナル）シーズン
|        | タイトル       | 原題                                   | オリジナル放送日 |
| ------ | -------------- | -------------------------------------- | ---------------- |
| 第1話  | 終わりの始まり | You Want to End This Once and for All? | 2012年7月11日    |
| 第2話  | 真実と虚構     | Have You Met the Eel Yet?              | 2012年7月18日    |
| 第3話  | 最後の電話     | Failure Is Failure                     | 2012年7月25日    |
| 第4話  | 情報争奪戦     | I Love You, Mommy                      | 2012年8月1日     |
| 第5話  | 内部調査       | There's Something Wrong with Me        | 2012年8月8日     |
| 第6話  | 勝利への執念   | I Need to Win                          | 2012年8月15日    |
| 第7話  | 雪に閉ざされて | The Storm's Moving In                  | 2012年8月22日    |
| 第8話  | 真実の向こう側 | I'm Afraid of What I'll Find           | 2012年8月29日    |
| 第9話  | 寝返った男     | I Like Your Chair                      | 2012年9月5日     |
| 第10話 | いつかどこかで | But You Don't Do That Anymore          | 2012年9月12日    |

## テーマソング
- オープニングテーマ - The VLA「When I Am Through With You」
- 日本版エンディングテーマ
  - シーズン1 - BECCA「Perfect Me〜完璧な私〜」
  - シーズン2 - MiChi「RaiN」
  - シーズン3 - オープニングテーマに同じ

## 主な受賞、ノミネーション
- エミー賞
  - 2008年
受賞
    - ドラマ部門主演女優賞 - グレン・クローズ
    - ドラマ部門助演男優賞 - ジェリコ・イヴァネク
    - ドラマシリーズ部門キャスティング賞 - ジュリー・タッカー、ロス・メイヤーソン、アビー・カウフマン

ノミネート
    - ドラマシリーズ部門作品賞
    - ドラマシリーズ部門監督賞 - アレン・コールター 第1話「謎の始まり」
    - ドラマシリーズ部門脚本賞 - トッド・A・ケスラー、グレン・ケスラー、ダニエル・ゼルマン 第1話「謎の始まり」
    - ドラマ部門助演男優賞 - テッド・ダンソン

  - 2009年
受賞
    - ドラマ部門主演女優賞 - グレン・クローズ

ノミネート
    - ドラマシリーズ部門作品賞
    - ドラマシリーズ部門監督賞 - トッド・A・ケスラー 第13話「対決」
    - ドラマシリーズ部門キャスティング賞 - ジュリー・タッカー、ロス・メイヤーソン
    - ドラマ部門助演男優賞 - ウィリアム・ハート
    - ドラマ部門助演女優賞 - ローズ・バーン
    - ドラマ部門ゲスト男優賞 - テッド・ダンソン 第8話「ジャッカルとウサギ」

  - 2010年
ノミネート
    - ドラマ部門主演女優賞 - グレン・クローズ
    - ドラマ部門助演男優賞 - マーティン・ショート
    - ドラマ部門助演女優賞 - ローズ・バーン
    - ドラマ部門ゲスト男優賞 - テッド・ダンソン
    - ドラマ部門ゲスト女優賞 - リリー・トムソン

- ゴールデングローブ賞
  - 2008年
受賞
    - テレビシリーズドラマ部門女優賞 - グレン・クローズ

ノミネート
    - テレビシリーズドラマ部門作品賞
    - テレビドラマ部門助演男優賞 - テッド・ダンソン
    - テレビドラマ部門助演女優賞 - ローズ・バーン